# Mycetophagie

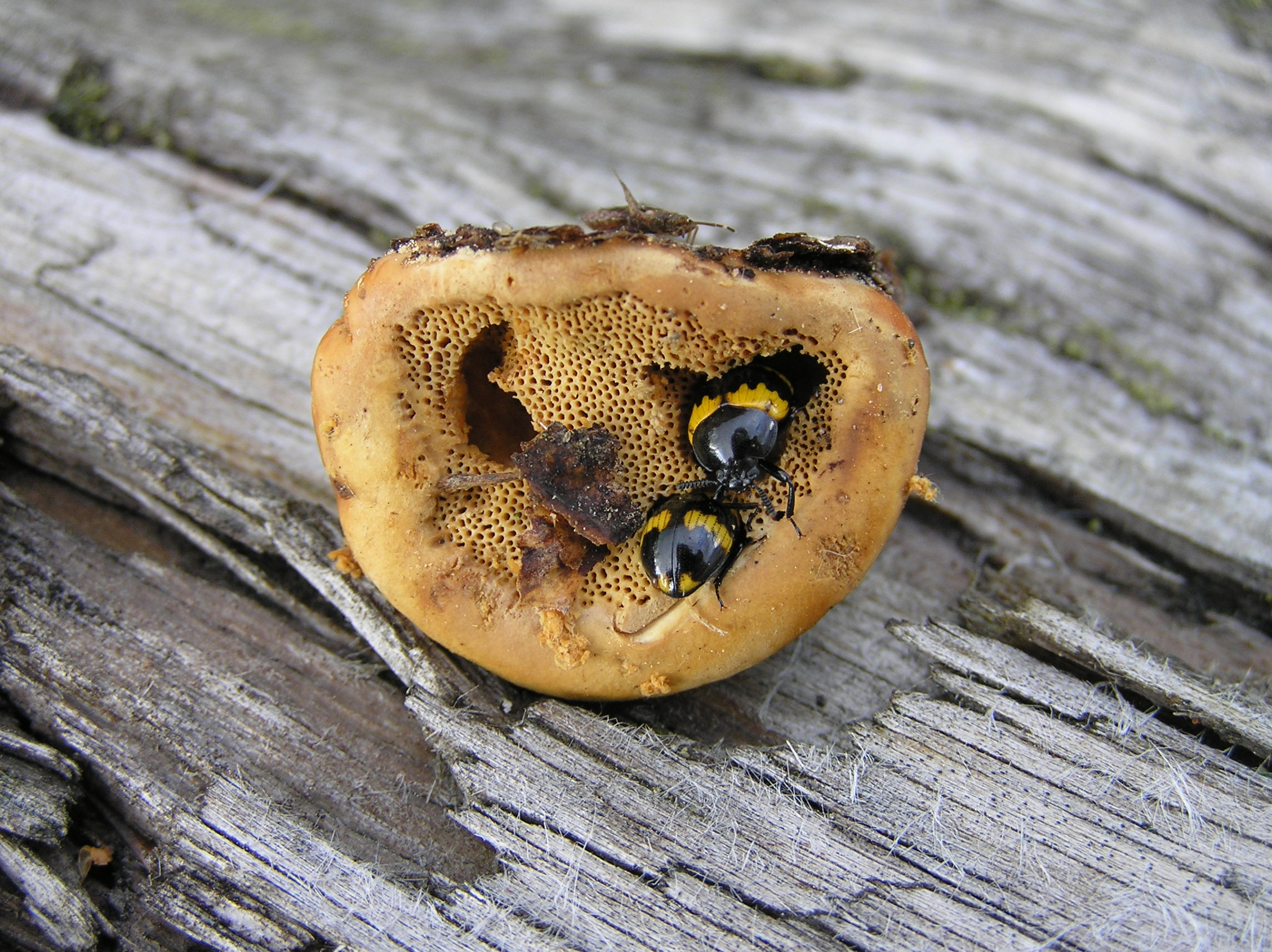
Gelbbindiger Schwarzkäfer (Diaperis boleti) im Fruchtkörper eines Fichtenporlings (Fomitopsis pinicola)

Mycetophagie bezeichnet in der Ökologie die Ernährung durch Pilze. Organismen, die sich von Pilzen ernähren (Pilzfresser), werden entsprechend als mycetophag bezeichnet. Wie bei den meisten Ernährungsformen gibt es auch hier unterschiedliche Abstufungen:
- mycetobiont – ausschließliche Ernährung von Pilzmaterial, häufig Bindung an einzelne Pilzarten.
- mycetophil – gelegentliche Ernährung von Pilzmaterial; in diese Gruppe fallen allerdings auch Pilzbesucher, die aus anderen Gründen wie etwa der räuberischen Ernährung von pilzfressenden Tieren regelmäßig an Pilzmaterial anzutreffen sind.

Als dritte Gruppe werden im Regelfall noch die mycetogenen Arten aufgeführt, die sich nicht von Pilzmaterialien ernähren und auch keine regelmäßigen Besucher sind, sondern zufällig an Pilzen angetroffen werden.
Die Einordnung der Organismen in eine dieser Gruppen kann abhängig vom Entwicklungsstadium sein. Dies ist beispielsweise bei vielen Insekten der Fall, deren Larven von Pilzmaterial leben und deren Imagines eine andere Ernährungsweise haben oder gar keine Nahrung aufnehmen.